# 五十六謀星もっちぃ
五十六謀星 もっちぃ(ごじゅうろくぼうせい もっちぃ、1988年3月14日 - )は、日本の男性占い師である。北海道出身。
新人占い師の養成や審査、コンテンツ制作、電話占いのコンサルティングやwebマーケティングなど、様々な面から占い事業を手がける。
タロット占いと西洋占星術を中心とした占いを行う。

## 略歴
2007年：法政大学在学中に都内老舗占い館でデビューする。
法政大学在学中から卒業後も、中華街や原宿、電話占いなどで活動する。
2019年：『1日2時間で月10万円 はじめよう 電話占い師』(同文舘出版)を出版する。
2020年：占いソフト『Prophetess』をリリースする。
2021年：ananwebにて多数連載開始。
2023年：『占い大学公式テキスト　五十六謀星もっちぃの西洋占星術講義』(説話社)を出版する。フジテレビ「ノンストップ!」の年間占いを担当し始める。

## 人物
大学在学中に始めた占いだが、19歳から占い一筋で他の仕事を行ったことがない。
自分で占いアプリを作るために、プログラミングを習得している。
占い師を目指した理由の一つはドラクエにある職業に就きたかったから。

## 出演
- ストライクTV(2012年  テレビ朝日)
- だんくぼ (2013年　テレビ朝日)
- ノンストップ!(2023年  フジテレビ)

## 著書
- 1日2時間で月10万円 はじめよう 電話占い師（同文館出版）[2]
- 占い大学公式テキスト　五十六謀星もっちぃの西洋占星術講義（説話社）[5]